# Thorpe Hesley
Thorpe Hesley – wieś w Anglii, w hrabstwie ceremonialnym South Yorkshire, w dystrykcie metropolitalnym Rotherham. Leży 8 km na północ od miasta Sheffield i 234 km na północ od Londynu.